# Партия Атлантика
Партия Атлантика — политическая партия в провинции Новая Шотландия, Канада. Партия поддерживает политику, основанную на классических либеральных принципах, таких как laissez-faire экономика «свободного рынка», свобода бизнеса и свобода личности. Партия также стремится к расширению участия граждан во всех уровнях власти с дополнительным надзором за существующей структурой правительства.

## История
Партия Атлантика была зарегистрирована как политическая партия на выборах в Новой Шотландии 28 июня 2016 года.
Партия выдвинула 15 кандидатов на провинциальных выборах 2017 года, которые стали ее первыми оспариваемыми выборами, и получила в общей сложности 1632 голоса, что составляет 0,41 % от общего количества голосов.
Джонатан Дин объявил о своей отставке 7 января 2018 года. Райан Смит был назначен временным лидером партии 16 января 2018 года, однако он занял пост временного лидера 7 января 2018 года, в день вступления в силу отставки Дина.
20 июня 2018 года главный специалист по выборам компании Elections Nova Scotia Ричард Темпораль приостановил деятельность партии за нарушение статей 216(3)(a) и 216(3)(b), соответственно, в связи с незаконным займом, предоставленным бывшим лидером Джонатаном Дином. 31 июля г-н Дин заключил соглашение о соответствии с Elections Nova Scotia. Партия заключила собственное Соглашение о соответствии с Elections Nova Scotia 7 августа 2018 г. Партия была восстановлена на выборах в Новой Шотландии 16 августа 2018 года.
Райан Смит ушел в отставку с поста временного лидера 18 апреля 2019 года. Томас Бетхелл был избран Партией новым временным лидером 23 апреля 2019 года.
При Бетелле партия «Атлантика» участвовала в трех дополнительных выборах в 63-ю Генеральную ассамблею Новой Шотландии. 18 июня 2019 года Дэвид Бойд получил 43 голоса, 0,68 % от общего числа голосов в Саквиль-Кобелид. 3 сентября 2019 года временный лидер Томас Бетхелл получил 28 голосов, 0,36 % от общего числа голосов, проголосовавших во время поездки в Нортсайд-Вестмаунт. 10 марта 2020 года Мэтью Раштон получил 55 голосов, 0,96 % от общего числа в избирательном округе Труро-Библейского Хилл-Миллбрук-Салмон-Ривер.
Бетелл ушел с поста лидера 26 марта 2020 года, а Смит вернулся в качестве временного лидера 29 марта 2020 года.
31 августа 2020 года Halifax Examiner сообщил, что Джонатан Дин снова стал лидером. Буске отметил, что, по его мнению, Дин слил объявление о своем возвращении.
20 ноября 2020 года партия наконец объявила о том, что г-н Дин вернулся в качестве лидера, почти через три месяца после того, как он был назначен исполнительной властью без каких-либо консультаций с членами партии.
26 ноября 2020 года г-н Дин дал свое первое почти за три года интервью на «Шоу Рика Хоу». Дин обвинил в своем увольнении из партии бывшего руководителя, который отклонился, по словам Дина, от первоначальных «больших идей» партии. Он также заявил, что на выборах 2017 года у партии было «самое большое количество голосов за всю историю»; единственные всеобщие выборы, в которых когда-либо участвовала партия. Г-н Хоу правильно заметил, что партия заняла последнее место во всех 15 избирательных округах, в которых она баллотировалась на этих выборах. Отвечая на вопрос о своем назначении лидером, Дин ложно подтвердил, что он был «избран» «единогласным» «партийным голосованием», не представив никаких доказательств, обосновывающих это необоснованное утверждение.
Партия не получила ни одного места на провинциальных выборах 2021 года.

## Партийные лидеры
- Джонатан Джеффри Дин (26 июня 2016 г. — 7 января 2018 г.)
- Джеффри Райан Смит (временный) (7 января 2018 г. — 18 апреля 2019 г.)
- Томас Джеймс Бетхелл (временный) (23 апреля 2019 г. — 26 марта 2020 г.)
- Джеффри Райан Смит (временный) (29 марта 2020 г. — ок. 31 августа 2020 г.)
- Джонатан Джеффри Дин (ок. 31 августа 2020 г. — наст. время)

## Результаты выборов
| Выборы | Лидер        | Кандидаты | Голоса | %   | Места   | Место | Парламентская позиция |
| ------ | ------------ | --------- | ------ | --- | ------- | ----- | --------------------- |
| 2017   | Джонатан Дин | 15 из 51  | 1632   | 0,4 | 0 из 51 | ▬ 5-е | Extra-parliamentary   |
| 2021   | Джонатан Дин | 15 из 55  | 1023   | 0,2 | 0 из 55 | ▬ 5-е | Extra-parliamentary   |